# International Premier Tennis League
L'International Premier Tennis League (IPTL) est une ligue professionnelle de tennis par équipes, fondée en 2013 et qui a débuté en novembre 2014.

## Histoire
La fondation de l'IPTL est annoncée le 25 mai 2013 à Paris, à la veille de Roland-Garros, par le joueur indien Mahesh Bhupathi. L'idée initiale est de regrouper six équipes asiatiques qui se rencontreraient sur le modèle de l'Indian Premier League de cricket.
Après plusieurs mois de flottement, le nombre d'équipes est finalement fixé à quatre : 
- Manila Mavericks (Manille)
- UAE Royals (Dubaï)
- Indian Aces (New Delhi)
- Singapore Slammers (Singapour)

La première saison de l'IPTL commence le 28 novembre 2014.
La deuxième saison de l'IPTL commence le 2 décembre 2015. Cette édition compte une cinquième équipe, celle des Legendary Japan Warriors, et donc un cinquième lieu d'organisation se situant à Kobe au Japon.
La troisième saison de l'lPTL commence le 2 décembre 2016. Elle sera bien plus courte que la précédente, se terminant le 11 décembre 2016. Les confrontations se font seulement dans 3 villes d'accueil et l'équipe des Philippines Mavericks disparaît, pour laisser place à un format de compétition plus court.

## Compétition
Les équipes sont mixtes et se rencontrent en cinq sets, chacun étant disputé dans une catégorie différente :
- Simple messieurs
- Simple dames
- Double messieurs
- Double mixte
- Simple légendes

### Règles
Les règles de jeu sont globalement celles de la Fédération internationale de tennis, avec quelques variantes. La règle de l'avantage n'est pas utilisée : le premier à remporter quatre points gagne le jeu. Le set est joué en six jeux, mais une sorte de jeu décisif est pratiqué à 5-5 : le jeu se poursuit pendant cinq minutes et le joueur ayant remporté le plus de points à l'issue de cette prolongation remporte le set.
Chaque équipe peut appeler un point de puissance (power point) une fois dans chaque set en recevant le service, et le prochain point joué comptera le double. En fait, un joueur mené 15-0 peut directement obtenir à 15-30 en gagnant le "power point". 
Chaque équipe ou joueur peut demander un temps mort de 60 secondes, une fois dans chaque set, pour obtenir des conseils de son entraîneur.
Une durée maximale de 20 secondes est autorisée entre deux points, et de trois minutes entre deux sets.
Le let n'existe pas. Autrement dit, lorsqu'une balle touche le filet, l'échange continue.

## Équipes
Les équipes sont composées d'un nombre variable de joueurs (entre six et dix), obtenus lors d'un repêchage parmi les joueurs qui ont manifesté leur intérêt pour la compétition. Les équipes « achètent » des joueurs, avec un plafond salarial de 10 millions de dollars.

### Palmarès
| No | Date             | Nom et lieu du tournoi                              | Catégorie  | Dotation     | Surface    | Vainqueur              | Finaliste            | Score   |         |
| -- | ---------------- | --------------------------------------------------- | ---------- | ------------ | ---------- | ---------------------- | -------------------- | ------- | ------- |
| 1  | 28/11-13/12/2014 | Coca-Cola International Premier Tennis League, Asie | Exhibition | 60 000 000 $ | Dur (int.) | Micromax Indian Aces   | UAE Royals           | 29 - 15 | Tableau |
| 2  | 02/12-20/12/2015 | Coca-Cola International Premier Tennis League, Asie | Exhibition | NC $         | Dur (int.) | OUE Singapore Slammers | Micromax Indian Aces | 26 - 20 | Tableau |
| 3  | 02/12-11/12/2016 | Coca-Cola International Premier Tennis League, Asie | Exhibition | NC $         | Dur (int.) | OUE Singapore Slammers | Indian Aces          | 30 - 14 | Tableau |

### Édition 2014
Les équipes de cette première édition sont les suivantes :
- Manille (Manila Mavericks) : Victoria Azarenka, Kirsten Flipkens, Treat Conrad Huey, Philipp Kohlschreiber, Carlos Moyà, Andy Murray, Daniel Nestor, Mark Philippoussis, Maria Sharapova et Jo-Wilfried Tsonga.
- Dubaï (UAE Royals) : Marin Čilić, Novak Djokovic, Goran Ivanišević, Malek Jaziri, Kristina Mladenovic, Caroline Wozniacki et Nenad Zimonjić.
- New Delhi (Indian Aces) : Rohan Bopanna, Roger Federer, Ana Ivanović, Sania Mirza, Gaël Monfils, Cédric Pioline, Pete Sampras et Fabrice Santoro.
- Singapour (Singapore Slammers) : Andre Agassi, Tomáš Berdych, Daniela Hantuchová, Lleyton Hewitt, Nick Kyrgios, Patrick Rafter, Bruno Soares et Serena Williams.

Cette première édition est remportée par l'équipe des Indian Aces de New Delhi.

### Édition 2015
L'édition 2015 compte une cinquième équipe, celle des Legendary Japan Warriors.
Les équipes de cette deuxième édition sont les suivantes :
- Manille (Philippine Mavericks) : James Blake, Somdev Devvarman, Jarmila Gajdošová, Richard Gasquet, Treat Conrad Huey, Ivo Karlović, Mark Philippoussis, Milos Raonic, Édouard Roger-Vasselin, Ajla Tomljanović et Serena Williams.
- Dubaï (OBI UAE Royals) : Tomáš Berdych, Marin Čilić, Roger Federer, Goran Ivanišević, Ana Ivanović, Kristina Mladenovic et Daniel Nestor.
- New Delhi (Micromax Indian Aces) : Rohan Bopanna, Ivan Dodig, Svetlana Kuznetsova, Sania Mirza, Gaël Monfils, Rafael Nadal, Agnieszka Radwańska, Fabrice Santoro, Samantha Stosur et Bernard Tomic.
- Singapour (OUE Singapore Slammers) : Belinda Bencic, Dustin Brown, Nick Kyrgios, Marcelo Melo, Carlos Moyà, Andy Murray, Karolína Plíšková et Stanislas Wawrinka.
- Kobe (Legendary Japan Warriors) : Thomas Enqvist, Kirsten Flipkens, Pierre-Hugues Herbert, Philipp Kohlschreiber, Mirjana Lučić, Kurumi Nara, Kei Nishikori, Leander Paes, Marat Safin et Maria Sharapova.

Cette deuxième édition est remportée par l'équipe des OUE Singapore Slammers de Singapour.

### Édition 2016
L'édition 2016 est marquée par un format de compétition plus court, ne durant désormais que 2 semaines, avec seulement 3 lieux de compétition.
L'équipe des Philippine Mavericks, présente en 2014 et 2015, disparaît, pour laisser justement place à un format de compétition plus court.
Novak Djokovic, Rafael Nadal, Eugenie Bouchard ou encore Maria Sharapova, qui, pour la plupart, avait annoncé leur présence, ne disputeront finalement pas cette nouvelle édition. Mahesh Bhupathi, le directeur du tournoi, a annoncé, en marge de la deuxième étape, que Roger Federer et Serena Williams, qui avaient pourtant annoncé leur participation, ne seront finalement pas de la partie, en raison du « climat économique difficile » que rencontre la ville d'Hyderabad.
Les équipes de cette troisième édition sont les suivantes :
- Dubaï (UAE Royals) : Tomáš Berdych, Pablo Cuevas, Martina Hingis, Goran Ivanišević, Ana Ivanović, Thomas Johansson et Daniel Nestor.
- Hyderabad (Indian Aces) : Rohan Bopanna, Ivan Dodig, Thomas Enqvist, Roger Federer, Kirsten Flipkens, Feliciano López, Sania Mirza et Mark Philippoussis.
- Singapour (OUE Singapore Slammers) : Márcos Baghdatís, Kiki Bertens, Nick Kyrgios, Marcelo Melo, Carlos Moyà et Rainer Schüttler.
- Saitama (Japan Warriors) : Fernando González, Prajnesh Gunneswaran, Jelena Janković, Kurumi Nara, Kei Nishikori, Jean-Julien Rojer, Marat Safin et Fernando Verdasco.

Cette troisième édition est remportée par l'équipe des OUE Singapore Slammers, tenante du titre.